# Alexandru Bucureștean
Alexandru Bucureștean, menționat și ca Alexandru Bureștean (n. 1887, Roșia Montană – d. 11 aprilie 1952, Roșia Montană) a fost un deputat în Marea Adunare Națională de la Alba Iulia, organismul legislativ reprezentativ al „tuturor românilor din Transilvania, Banat și Țara Ungurească”, cel care a adoptat hotărârea privind Unirea Transilvaniei cu România, la 1 decembrie 1918.:p. 55

## Biografie
Alexandru Bucureștean nu a urmat cursurile școlare, învățând scrisul și cititul ca autodidact. A trăit toată viața în Roșia Montană, unde a lucrat ca miner.:p. 55

## Activitatea politică
La 1 decembrie 1918 a participat ca delegat din partea cercului electoral Abrud-Roșia la Marea Adunare Națională de la Alba Iulia, alături de Alexandru Vasinca, Aron Gruita, Dr.Simion Henzel, preotul Nicolae Cosma (comandantul garzii) si preotul Pompiliu Piso, din Carpinis.:p. 55